# Шлюбний вексель
Шлюбний вексель (La cambiale di matrimonio) — одноактна опера Джоаккіно Россіні на лібрето Гаетано Россі. Вперше представлена 3 листопада 1810 року в театрі Сан-Мойзе у Венеції. Ця опера була першою професійною оперою Россіні. Здобула популярність в 1910 році, коли вона була виконана в театрі Ла Феніче у Венеції під керівництвом Меціо Агостіні .

## Дійові особи
| Роль                             | Тип голосу   | Прем'єра, 3 листопада 1810 |
| -------------------------------- | ------------ | -------------------------- |
| Тобіас Мілль, англійський купець | баритон      | Луїджі Рафанеллі           |
| Фанні, його дочка                | сопрано      | Роза Моранді               |
| Едвард Мілфорт, коханець Фанні   | тенор        | Томмазо Річчі              |
| Слук, канадський купець          | баритон      | Нікола де Гресіс           |
| Нортон, клерк Мілля              | бас          | Доменіко Ремоліні          |
| Кларіна, покоївка Фанні          | мецо-сопрано | Клементина Ланарі          |

## Про оперу

### лібрето
Лібрето опери написав Гаетано Россі. Текст заснований на однойменній комедії Камілло Федерічі, опублікованій у Венеції в 1790 році. Ця комедія раніше була використана як основа для лібрето, написаного Джузеппе Чеккеріні на музику Карло Коччо в 1807 році (опера Il matrimonio per lettera di cambio). Россі, швидше за все, знав текст, але використав оригінал у своїй адаптації. Лібрето не тільки комічне, але й містить сентиментальні та моралізаторські елементи. Від Федерічі Россі також перейняв жарт з його натяками на мову купця: наречена «закладена», і Слук не залишає Едоардо свою наречену, а дає йому боргову розписку .

### музика
Музика цієї ранньої опери вже містить істотні риси мови Россіні. Для увертюри він використав першу тему Симфонії мі-бемоль мажор (Sinfonia al Conventello), написану роком раніше для Болонської консерваторії. Тут, як і в багатьох пізніших творах, він використав свої старі твори. Пізніше він використовував теми з La cambiale di matrimonio в інших творах, таких як « Севільський цирульник» і «Щасливий обман».
- Увертюра/ Симфонія
- № 1. Вступ (Нортон, Кларіна, Мілль): «Non c'è il vecchio sussurrone» (сцена 1)
  - Cavatina buffa (Млин): «Chi mai trova il dritto, il fondo» (сцена 2)
  - Тріо (Кларіна, Нортон, Мілль): «Ma riflettete… thinkate» (сцена 2)
- № 2 (Edoardo, Fannì): «Tornami a dir che m'ami» (сцена 3)
- № 3. Каватіна (погляд): «Grazie… grazie… Caro amico!» (сцена 6)
- № 4. Дует (Slook, Fannì): «Darei per sì bel fondo» (сцена 7)
  - Тріо (Слук, Фанні, Едоардо): «Quell'amabile visino» (сцена 8)
- № 5. Арія (Кларина): «Anch'io son giovane» (сцена 9)
- Номер 6. Дует (Міл, Слук): «Dite presto, dove sta» (сцена 11)
- № 7. Речитатив і арія (Fannì): «Vorrei spiegarvi il giubilo» (сцена 13)
- № 8. Остаточний:
  - Квартет (Мілль, Слук, Кларіна, Фанні) «Porterò così il cappello» (сцена 15)
  - Секстет (Мілль, Слук, Кларіна, Фанні, Едоардо, Нортон): «Vi prego un momento» (сцена 17)[3][4]

## Лібрето

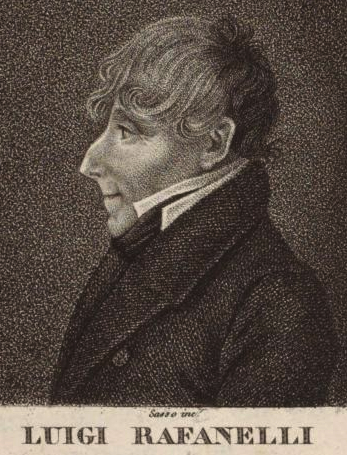
Луїджі Рафанеллі — перший актор, який зіграв роль Тобі Мілля

: Місце: Лондон, палати Тобіаса Мілля
18 століття

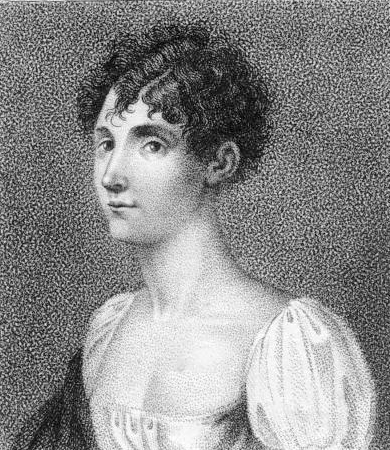
Роза Моранді — перша людина, яка зіграла роль Фанні

Сцена 1. Кімната в будинку Тобі Мілля. Його секретар Нортон каже покоївці Кларіні, що весілля доньки Міллса Фанні неминуче (вступ: «Non c'è il vecchio sussurrone»).
Сцена 2. Мілль заходить до кімнати в нічному одязі з картою світу та компасом (Cavatina buffa: «Chi mai trova il dritto, il fondo») і намагається зрозуміти, наскільки далеко Європа знаходиться від Америки (Терцетт: «Mar riflettete … thinkate»). Нортон приносить листа, в якому він із задоволенням впізнає почерк свого американського ділового партнера з Канади Слука, який приїхав, особисто, щоб оглянути замовлений товар. Кларіну просять підготувати кімнату для гостя, а її дочку просять одягнути її найкрасивішу сукню. У листі Слук з Канади ділиться планами щодо створення шлюбного бізнесу у колоніях. Він просить порекомендувати йому дружину з певними характеристиками. Придане не є обов'язковим, але дружина "має походити з доброї сім'ї, бути не старшою 30 років, з м'яким характером і відмінною репутацією, однорідної комплекції. Також з міцним темпераментом і здоров'ям, щоб витримати всі труднощі подорожей і клімату в Канаді. Мілль вирішує запропонувати Слуку власну дочку Фанні, і заперечення Нортона нічого не змінять. Він шкодує про дівчину і сподівається, що американець здійснив свою подорож марно.
Сцена 3. Фанні та її шанувальник Едоардо Мільфорт клянуться одне одному в коханні та сподіваються скоро одружитися (дует: «Tornami a dir che m'ami»). Едоардо розраховує на підтримку дядька, який приїде за кілька днів. Однак Фанні стурбована деякими новинами від свого батька щодо його гостя.
Сцена 4. Нортон розповідає Фанні та Едоардо про план її батька. Він показує їм лист від Слука, що неабияк лякає закоханих, адже Фанні можуть продати як товар.
Сцена 5. Ззовні чути, як Мілль сварить офіціанток. Невдовзі він заходить до кімнати. Оскільки Едоардо не вдалося сховатися, Нортон представляє його як нового бухгалтера. Мілль вважає його занадто молодим і надто сучасним, але оскільки Нортон вважає його хорошим, Мілль погоджується взяти його на роботу. Він віддає їх Фанні кілька листів і розповідає про хлопця, якому Фанні повинна їх передати. Це має принести їй удачу. Під'їжджає карета, і Мілль виїжджає зі слугами, щоб зустріти відвідувача. Едоардо шокований, але Фанні вже має план і просить його довіритися їй.
Сцена 6. Входить Слук, одягнений офіційно, але дещо грайливо (Каватина: "Grazie…grazie. . . Cara mico! "). Слуги надто опікуються ним. Мілль збентежений європейськими звичаями і вклоняється від слуг. Фанні, Кларіна, Едоардо та Нортон намагаються стримати сміх, проте Мілль вражений гарними манерами Слука. Слук бачить Фанні і його зачаровує її краса. Мілль каже йому, що має для нього рекомендаційний лист. Нортон тим часом має ознайомити нового бухгалтера з обсягом роботи.
Сцена 7. Фанні та Слук залишаються самі. Трохи повагавшись, вона віддає йому листи свого батька. Слук просить її підійти ближче та запитує, чи знає вона зміст листів. Вона каже що ні. Мілль пише, що він знайшов дружину, яка точно відповідає вимогам і це його єдина донька — Фанні. Між тим сама Фанні просить його відмовитися від угоди: Для нього це не той товар (дует: «Darei per sì bel fondo»), вона не погодиться на шлюб.
Сцена 8. Едоардо сердито вривається до кімнати, а за ним Фанні. Вони пояснює Слуку, що той має повернутися до Канади (Терцетт: «Quell'amabile visino»). Слук не погоджується і виникає суперечка. Фанні пояснює, що ні за яких обставин не вийде за нього заміж. Якби він доторкнувся до неї, вона вирвала б йому очі. Едоардо також погрожує йому дати ляпаса, якщо він не відмовиться від контракту. Слук заляканий і здається. Всі розходяться.
Сцена 9. Нортон і Кларіна обговорюють ситуацію. Нортон не думає, що весілля відбудеться. Однак і насправді, жінки в Європі все ще вважаються товаром. Кларіна висловлює співчуття закоханим. Вона часто була в подібній ситуації і знає, що означає любов (арія: «Anch'io son giovane»). Він йде до Фанні, щоб розрадити її.
Сцена 10. Слук заходить до кімнати, шукаючи Мілля. Нортон попереджає його, що товари, які він хоче купити, можуть бути закладені. Нортон йде.
Сцена 11. Слук шокований тим, що він почув, а також погрозами Фанні та Едоардо. Заходить Мілль і запитує його, чи є хороші новини. Слук відповідає, що все добре. Фанні вродлива, відповідного віку, з милими манерами, гарною фігурою та бажаним темпераментом. Мілль обіймає його і цілує після кожної відповіді. Слук сухо додає, що є лише одна проблема: він її не хоче. Він не може назвати причини, тому що боїться за свої очі. Але відшкодує всі витрати. Мілль не погоджується — він нарешті виконав усі умови (дует: «Dite presto, dove sta»). Оскільки Слук відмовляється здаватися, Мілль викликає його на дуель на пістолетах або шаблях. У нього є година на підготовку. Слук вирішує негайно піти.
Сцена 12 Фанні та Едоардо обговорюють свою ситуацію. Вони вважають, що їхні погрози досягли успіху. Незважаючи на це, Кларіні шкода Слука. Едоардо припускає, що швидко знайде іншу наречену. Він сподівається і пристрасно цілує руку Фанні.
Сцена 13. Через відчинені двері Слук бачить пару. Він заходить усміхнений і просить про співбесіду. Він каже, що американець ніколи не поставив би на небезпеку життя гостя. Тепер він розуміє, якого роду «іпотекою» обтяжена Фанні, але хоче знати, чому саме її запропонували йому. Фанні пояснює, що до цього її змусив батько. Слук вважає, що це огидно. Коли він дізнається, що вони не розповіли Міллю про їхні стосунки через бідність Едоардо, він виявляється великодушним. Йому подобається молодий чоловік і він хоче, щоб вони були щасливі. Він передає вексель Едоардо і обіцяє визнати його спадкоємцем. Пара сповнена радості (Aria Fannì: «Vorrei spiegarvi il giubilo»). Вони виходять з кімнати.
Сцена 14. Слук задоволений своїм добрим вчинком. Він теж виходить.
Сцена 15. До кімнати входить Мілль, а за ним слуга з двома пістолетами і двома шаблями. Слуга кладе рушницю на стіл і йде. Мілль настільки злий на Слука, що хоче вбити його першим же ударом. Однак у нього є побоювання, адже є ймовірність, що його самого вб'ють.
Він уявляє, як буде закочувати очі і виглядати розлюченим, поки нарешті не вразить противника своїм мечем.
Тим часом Слук міняє зброю на труби. Сміючись, він пояснює, що піднявся і до ваших послуг. Зав'язується коротка суперечка (квартет «Porterò così il cappello»).
Сцена 16. Перед тим, як Мілль і Слук виходять на дуель, з'являються Фанні та Кларіна. Їм не вдається заспокоїти Мілля. У міру того, як його гнів зростає, Слук отримує все більше задоволення.
Остання сцена. Прибувають Едоардо та Нортон (секстет: «Vi prego un momento»). Едоардо показує Міллю вексель. Мілль божеволіє. Нарешті Слук пояснює, що Мілль помиляється. Його дочка вже заручена. Однак він знайшов покупця, видав йому вексель і переписав цей капітал. Це принесе дохід через рік у вигляді онука. Оскільки Едоардо та Фанні сказали йому, що кохають одне одного, він призначив його спадкоємцем. Трохи подумавши, Мілль погоджується. Всім подобається щасливий кінець.

## Постановки в Україні
Український переклад опери здійснили Анатолій Навроцький та загиблий у 2023-му році Костянтин Старовицький. Він також здійснив оркестрове аранжування твору на квінтет дерев‘яно-духових інструментів. В українському перекладі опера вперше була поставлена в Київській муніципальній опері 18 червня 2021 р. у складних умовах пандемії коронавірусу; Диригент-постановник — Ділявер Осман, Режисерка-постановниця  — Лада Шиленко, в ролях: Тобіас Мілль — Сергій Макієнко; Фанні — Віра Багринець, Яна Ілларіонова, Ганна Шевченко; Едуард — Микита Олійник, Дмитро Фощанка; Слук — Євген Малофеєв, Роман Лещов; Кларіна — Вікторія Осадчук; Нортон — Олексій Піголенко . У листопаді 2022 в складних умовах продовжила своє сценічне життя за умов російської агресії.

## Записи
| рік      | У ролях: Тобіа Мілль, Фанні, Едоардо, Слук                            | диригент, Оперний театр і оркестр | Лейбл                                                                                 |
| -------- | --------------------------------------------------------------------- | --- | ------------------------------------------------------------------------------------- |
| 1959 рік | Роландо Панерай , Рената Скотто , Нікола Монті, Ренато Капеккі        | Ренато Фазано, Віртуози Риму (Записано 1959 року в Театро Гранде, Брешія) | Аудіо CD: Italian Opera Rarities Номер за каталогом: LO 7738                          |
| 1990 рік | Бруно Пратіко, Алессандра Россі, Мауріціо Коменчіні, Бруно де Сімоне  | Марчелло Віотті , Англійський камерний оркестр | Audio CD: Claves Records, Швейцарія                                                   |
| 2006 рік | Паоло Бордонья, Дезіре Ранкаторе, Саймір Піргу, Фабіо Капітануччі     | Умберто Бенедетті Мікеланджелі, Оркестр Гайдна ді Больцано і Тренто (Аудіо- та відеозаписи, зроблені на виступах на оперному фестивалі Россіні, Пезаро, серпень).               | Аудіо CD: Dynamic Номер за каталогом: CDS 529; DVD: Naxos Номер за каталогом: 2110228 |
| 2006 рік | Віто Пріанте, Юлія Самсонова, Даніеле Занфардіно, Джуліо Мастрототаро | Крістофер Франклін, Вюртемберзький філармонічний оркестр (Відеозаписи, зроблені під час виступів у Россіні на фестивалі Россіні у Вільдбаді, Вільдбад, 14 та 16 липня 2006 р.). | DVD: Bongiovanni Номер за каталогом: 20017                                            |